# Acanthocheira loxopa
Acanthocheira loxopa är en fjärilsart som beskrevs av Edward Meyrick 1914. Acanthocheira loxopa ingår i släktet Acanthocheira och familjen äkta malar. Inga underarter finns listade i Catalogue of Life.